# Cryptoblepharus gurrmul
Cryptoblepharus gurrmul (арафурський змієокий сцинк) — вид сцинкоподібних ящірок родини сцинкових (Scincidae). Ендемік Австралії.

## Поширення і екологія
Арафурські змієокі сцинки мешкають на островах Норт-Гоулберн, Окслі та на острові Нового Року в Арафурському морі. Вони живуть серед прибережних скель.